# 現金是王
現金為王（英語：Cash is King），是投資者在股市熊市的一種保存資本避險策略，寓意在經濟不明朗、企業盈利下滑、失業率上升的情況下，投資者應多持有現金，增加現金流量，減少持有股票、債券、基金等投資工具，以便在經濟最壞時候應付基本生活，以及在股市跌勢喘定時趁低吸納，迎接牛市重臨。這便是「有現金成王，無現金成寇」的投資道理。